# Le Grand Jardin d'Amour aux joueurs d'échecs
Le Grand Jardin d'Amour aux joueurs d'échecs (allemand : Der Liebesgarten mit Schachspielern) est l'œuvre du graveur allemand du XVe siècle, connu sous le nom de Maître E. S.

## Caractéristique de la gravure
Les dimensions de la gravure sont de 168 × 210 mm (ou selon d'autres données 166 × 208 mm). Elle se trouve dans la collection Kupferstichkabinett Berlin (Berlin, Inv. no 727-1), dans le catalogue des œuvres de Maître E. S., compilées par Max Lehrs, sous le no 214.
Cette gravure a d'abord été attribuée à un maître inconnu, puis au Maître de Sibylle et actuellement au Maître E. S.. Elle a été réalisée entre les années 1460 et 1467.
Parmi les œuvres de Maître E. S., quelques gravures illustrent le thème du Jardin de l'amour, notamment : Le bouffon et la fille nue au miroir (allemand : Narr und nacktes Mädchen mit Spiegel) ; Les Amoureux sur un banc dans le jardin (allemand : Liebespaar auf einer Gartenbank) ; La Fête dans le Jardin de l'amour, ou le Grand Jardin de l'amour (allemand : Lockere Gesellschaft).

## Interprétation de l'intrigue
La gravure représente ce que l'on appelle Le Jardin d'Amour, une allégorie-mythologique européenne, symbolisant l'union de l'homme et de la nature. C'est l'image du paradis terrestre, qui est apparu pour la première fois dans l'antiquité comme locus amoenus (coin charmant), où le mot amoenus a été rapidement interprété comme un dérivé de amor, où vivaient les dieux et les héros. On le rencontre d'abord chez Homère et Hésiode, puis chez Virgile et Horace, chez Ovide dans ses Métamorphoses et chez Claudien dans Épithalame de Flavius Honorius.
Au Moyen Âge, le locus amoenus ou Jardin d'Éden est devenu le lieu dans lequel se rend le chevalier qui voyage à la recherche de l'amour dans les romans chevaleresques ou romans courtois. Il se présente comme un jardin enchanté, qui fleurit éternellement. Une tendance est apparue à codifier les caractéristiques de ce jardin. Ernst Robert Curtius décrit ainsi ce locus amoenus au Moyen Âge :

« … c'est un beau coin ombragé de la nature. Ses composantes obligatoires sont un arbre (ou quelques arbres), une prairie et une source ou un ruisseau. À ces éléments peuvent s'ajouter des chants d'oiseaux et des fleurs. Dans des exemples plus développés, on trouve aussi le souffle du vent. »,

L'extrait le plus connu du jardin provient du Roman de la Rose de Guillaume de Lorris et Jean de Meung. Mais il est également mentionné dans les ouvrages de Geoffrey Chaucer, Boccace, Vittoria Colonna, Jacopo Sannazaro, Le Tasse… À la Renaissance, les jardins d'amour ne sont pas représentés sans les couples d'amoureux qui y vivent. Le motif du miroir dans les mains d'une dame est fréquent. D'une part, il aide celle-ci à se faire belle et, d'autre part, il peut engendrer le narcissisme des héros et les conduire à la mort. Le motif de la fontaine est fréquent lui aussi. Dans de nombreux loca amoena médiévaux, une clôture est généralement ajoutée, alors qu'elle est absente des descriptions antiques. Ceci vient du fait qu'au Moyen Âge l'image du locus amoenus est reliée à l'image du jardin du Paradis généralement conçu comme un espace clos.
Le thème du jardin apparaît également dans la théologie médiévale : Albert le Grand décrit un jardin appelé viridarium, qui n'a aucune fonction liée à l'utilité. Il présente des plantes qui n'ont d'autres fonctions que le plaisir de la vue et de l'odorat, mais aussi d'offrir des endroits où une personne pouvait se retirer dans une solitude agréable.
|   | a | b | c | d | e | f | g | h |   |
| 8 | Fou noir sur case blanche c8 · Roi noir sur case noire f8 · Tour noire sur case noire h8 · Pion noir sur case blanche b7 · Cavalier noir sur case blanche d7 · Pion noir sur case blanche a6 · Pion noir sur case blanche e6 · Pion noir sur case blanche g6 · Pion blanc sur case blanche b3 · Pion blanc sur case blanche d3 · Pion blanc sur case blanche f3 · Pion blanc sur case blanche c2 · Pion blanc sur case blanche g2 · Tour blanche sur case noire a1 · Fou blanc sur case noire c1 · Roi blanc sur case noire e1 · Tour blanche sur case blanche h1 | Fou noir sur case blanche c8 · Roi noir sur case noire f8 · Tour noire sur case noire h8 · Pion noir sur case blanche b7 · Cavalier noir sur case blanche d7 · Pion noir sur case blanche a6 · Pion noir sur case blanche e6 · Pion noir sur case blanche g6 · Pion blanc sur case blanche b3 · Pion blanc sur case blanche d3 · Pion blanc sur case blanche f3 · Pion blanc sur case blanche c2 · Pion blanc sur case blanche g2 · Tour blanche sur case noire a1 · Fou blanc sur case noire c1 · Roi blanc sur case noire e1 · Tour blanche sur case blanche h1 | Fou noir sur case blanche c8 · Roi noir sur case noire f8 · Tour noire sur case noire h8 · Pion noir sur case blanche b7 · Cavalier noir sur case blanche d7 · Pion noir sur case blanche a6 · Pion noir sur case blanche e6 · Pion noir sur case blanche g6 · Pion blanc sur case blanche b3 · Pion blanc sur case blanche d3 · Pion blanc sur case blanche f3 · Pion blanc sur case blanche c2 · Pion blanc sur case blanche g2 · Tour blanche sur case noire a1 · Fou blanc sur case noire c1 · Roi blanc sur case noire e1 · Tour blanche sur case blanche h1 | Fou noir sur case blanche c8 · Roi noir sur case noire f8 · Tour noire sur case noire h8 · Pion noir sur case blanche b7 · Cavalier noir sur case blanche d7 · Pion noir sur case blanche a6 · Pion noir sur case blanche e6 · Pion noir sur case blanche g6 · Pion blanc sur case blanche b3 · Pion blanc sur case blanche d3 · Pion blanc sur case blanche f3 · Pion blanc sur case blanche c2 · Pion blanc sur case blanche g2 · Tour blanche sur case noire a1 · Fou blanc sur case noire c1 · Roi blanc sur case noire e1 · Tour blanche sur case blanche h1 | Fou noir sur case blanche c8 · Roi noir sur case noire f8 · Tour noire sur case noire h8 · Pion noir sur case blanche b7 · Cavalier noir sur case blanche d7 · Pion noir sur case blanche a6 · Pion noir sur case blanche e6 · Pion noir sur case blanche g6 · Pion blanc sur case blanche b3 · Pion blanc sur case blanche d3 · Pion blanc sur case blanche f3 · Pion blanc sur case blanche c2 · Pion blanc sur case blanche g2 · Tour blanche sur case noire a1 · Fou blanc sur case noire c1 · Roi blanc sur case noire e1 · Tour blanche sur case blanche h1 | Fou noir sur case blanche c8 · Roi noir sur case noire f8 · Tour noire sur case noire h8 · Pion noir sur case blanche b7 · Cavalier noir sur case blanche d7 · Pion noir sur case blanche a6 · Pion noir sur case blanche e6 · Pion noir sur case blanche g6 · Pion blanc sur case blanche b3 · Pion blanc sur case blanche d3 · Pion blanc sur case blanche f3 · Pion blanc sur case blanche c2 · Pion blanc sur case blanche g2 · Tour blanche sur case noire a1 · Fou blanc sur case noire c1 · Roi blanc sur case noire e1 · Tour blanche sur case blanche h1 | Fou noir sur case blanche c8 · Roi noir sur case noire f8 · Tour noire sur case noire h8 · Pion noir sur case blanche b7 · Cavalier noir sur case blanche d7 · Pion noir sur case blanche a6 · Pion noir sur case blanche e6 · Pion noir sur case blanche g6 · Pion blanc sur case blanche b3 · Pion blanc sur case blanche d3 · Pion blanc sur case blanche f3 · Pion blanc sur case blanche c2 · Pion blanc sur case blanche g2 · Tour blanche sur case noire a1 · Fou blanc sur case noire c1 · Roi blanc sur case noire e1 · Tour blanche sur case blanche h1 | Fou noir sur case blanche c8 · Roi noir sur case noire f8 · Tour noire sur case noire h8 · Pion noir sur case blanche b7 · Cavalier noir sur case blanche d7 · Pion noir sur case blanche a6 · Pion noir sur case blanche e6 · Pion noir sur case blanche g6 · Pion blanc sur case blanche b3 · Pion blanc sur case blanche d3 · Pion blanc sur case blanche f3 · Pion blanc sur case blanche c2 · Pion blanc sur case blanche g2 · Tour blanche sur case noire a1 · Fou blanc sur case noire c1 · Roi blanc sur case noire e1 · Tour blanche sur case blanche h1 | 8 |
| 7 | Fou noir sur case blanche c8 · Roi noir sur case noire f8 · Tour noire sur case noire h8 · Pion noir sur case blanche b7 · Cavalier noir sur case blanche d7 · Pion noir sur case blanche a6 · Pion noir sur case blanche e6 · Pion noir sur case blanche g6 · Pion blanc sur case blanche b3 · Pion blanc sur case blanche d3 · Pion blanc sur case blanche f3 · Pion blanc sur case blanche c2 · Pion blanc sur case blanche g2 · Tour blanche sur case noire a1 · Fou blanc sur case noire c1 · Roi blanc sur case noire e1 · Tour blanche sur case blanche h1 | Fou noir sur case blanche c8 · Roi noir sur case noire f8 · Tour noire sur case noire h8 · Pion noir sur case blanche b7 · Cavalier noir sur case blanche d7 · Pion noir sur case blanche a6 · Pion noir sur case blanche e6 · Pion noir sur case blanche g6 · Pion blanc sur case blanche b3 · Pion blanc sur case blanche d3 · Pion blanc sur case blanche f3 · Pion blanc sur case blanche c2 · Pion blanc sur case blanche g2 · Tour blanche sur case noire a1 · Fou blanc sur case noire c1 · Roi blanc sur case noire e1 · Tour blanche sur case blanche h1 | Fou noir sur case blanche c8 · Roi noir sur case noire f8 · Tour noire sur case noire h8 · Pion noir sur case blanche b7 · Cavalier noir sur case blanche d7 · Pion noir sur case blanche a6 · Pion noir sur case blanche e6 · Pion noir sur case blanche g6 · Pion blanc sur case blanche b3 · Pion blanc sur case blanche d3 · Pion blanc sur case blanche f3 · Pion blanc sur case blanche c2 · Pion blanc sur case blanche g2 · Tour blanche sur case noire a1 · Fou blanc sur case noire c1 · Roi blanc sur case noire e1 · Tour blanche sur case blanche h1 | Fou noir sur case blanche c8 · Roi noir sur case noire f8 · Tour noire sur case noire h8 · Pion noir sur case blanche b7 · Cavalier noir sur case blanche d7 · Pion noir sur case blanche a6 · Pion noir sur case blanche e6 · Pion noir sur case blanche g6 · Pion blanc sur case blanche b3 · Pion blanc sur case blanche d3 · Pion blanc sur case blanche f3 · Pion blanc sur case blanche c2 · Pion blanc sur case blanche g2 · Tour blanche sur case noire a1 · Fou blanc sur case noire c1 · Roi blanc sur case noire e1 · Tour blanche sur case blanche h1 | Fou noir sur case blanche c8 · Roi noir sur case noire f8 · Tour noire sur case noire h8 · Pion noir sur case blanche b7 · Cavalier noir sur case blanche d7 · Pion noir sur case blanche a6 · Pion noir sur case blanche e6 · Pion noir sur case blanche g6 · Pion blanc sur case blanche b3 · Pion blanc sur case blanche d3 · Pion blanc sur case blanche f3 · Pion blanc sur case blanche c2 · Pion blanc sur case blanche g2 · Tour blanche sur case noire a1 · Fou blanc sur case noire c1 · Roi blanc sur case noire e1 · Tour blanche sur case blanche h1 | Fou noir sur case blanche c8 · Roi noir sur case noire f8 · Tour noire sur case noire h8 · Pion noir sur case blanche b7 · Cavalier noir sur case blanche d7 · Pion noir sur case blanche a6 · Pion noir sur case blanche e6 · Pion noir sur case blanche g6 · Pion blanc sur case blanche b3 · Pion blanc sur case blanche d3 · Pion blanc sur case blanche f3 · Pion blanc sur case blanche c2 · Pion blanc sur case blanche g2 · Tour blanche sur case noire a1 · Fou blanc sur case noire c1 · Roi blanc sur case noire e1 · Tour blanche sur case blanche h1 | Fou noir sur case blanche c8 · Roi noir sur case noire f8 · Tour noire sur case noire h8 · Pion noir sur case blanche b7 · Cavalier noir sur case blanche d7 · Pion noir sur case blanche a6 · Pion noir sur case blanche e6 · Pion noir sur case blanche g6 · Pion blanc sur case blanche b3 · Pion blanc sur case blanche d3 · Pion blanc sur case blanche f3 · Pion blanc sur case blanche c2 · Pion blanc sur case blanche g2 · Tour blanche sur case noire a1 · Fou blanc sur case noire c1 · Roi blanc sur case noire e1 · Tour blanche sur case blanche h1 | Fou noir sur case blanche c8 · Roi noir sur case noire f8 · Tour noire sur case noire h8 · Pion noir sur case blanche b7 · Cavalier noir sur case blanche d7 · Pion noir sur case blanche a6 · Pion noir sur case blanche e6 · Pion noir sur case blanche g6 · Pion blanc sur case blanche b3 · Pion blanc sur case blanche d3 · Pion blanc sur case blanche f3 · Pion blanc sur case blanche c2 · Pion blanc sur case blanche g2 · Tour blanche sur case noire a1 · Fou blanc sur case noire c1 · Roi blanc sur case noire e1 · Tour blanche sur case blanche h1 | 7 |
| 6 | Fou noir sur case blanche c8 · Roi noir sur case noire f8 · Tour noire sur case noire h8 · Pion noir sur case blanche b7 · Cavalier noir sur case blanche d7 · Pion noir sur case blanche a6 · Pion noir sur case blanche e6 · Pion noir sur case blanche g6 · Pion blanc sur case blanche b3 · Pion blanc sur case blanche d3 · Pion blanc sur case blanche f3 · Pion blanc sur case blanche c2 · Pion blanc sur case blanche g2 · Tour blanche sur case noire a1 · Fou blanc sur case noire c1 · Roi blanc sur case noire e1 · Tour blanche sur case blanche h1 | Fou noir sur case blanche c8 · Roi noir sur case noire f8 · Tour noire sur case noire h8 · Pion noir sur case blanche b7 · Cavalier noir sur case blanche d7 · Pion noir sur case blanche a6 · Pion noir sur case blanche e6 · Pion noir sur case blanche g6 · Pion blanc sur case blanche b3 · Pion blanc sur case blanche d3 · Pion blanc sur case blanche f3 · Pion blanc sur case blanche c2 · Pion blanc sur case blanche g2 · Tour blanche sur case noire a1 · Fou blanc sur case noire c1 · Roi blanc sur case noire e1 · Tour blanche sur case blanche h1 | Fou noir sur case blanche c8 · Roi noir sur case noire f8 · Tour noire sur case noire h8 · Pion noir sur case blanche b7 · Cavalier noir sur case blanche d7 · Pion noir sur case blanche a6 · Pion noir sur case blanche e6 · Pion noir sur case blanche g6 · Pion blanc sur case blanche b3 · Pion blanc sur case blanche d3 · Pion blanc sur case blanche f3 · Pion blanc sur case blanche c2 · Pion blanc sur case blanche g2 · Tour blanche sur case noire a1 · Fou blanc sur case noire c1 · Roi blanc sur case noire e1 · Tour blanche sur case blanche h1 | Fou noir sur case blanche c8 · Roi noir sur case noire f8 · Tour noire sur case noire h8 · Pion noir sur case blanche b7 · Cavalier noir sur case blanche d7 · Pion noir sur case blanche a6 · Pion noir sur case blanche e6 · Pion noir sur case blanche g6 · Pion blanc sur case blanche b3 · Pion blanc sur case blanche d3 · Pion blanc sur case blanche f3 · Pion blanc sur case blanche c2 · Pion blanc sur case blanche g2 · Tour blanche sur case noire a1 · Fou blanc sur case noire c1 · Roi blanc sur case noire e1 · Tour blanche sur case blanche h1 | Fou noir sur case blanche c8 · Roi noir sur case noire f8 · Tour noire sur case noire h8 · Pion noir sur case blanche b7 · Cavalier noir sur case blanche d7 · Pion noir sur case blanche a6 · Pion noir sur case blanche e6 · Pion noir sur case blanche g6 · Pion blanc sur case blanche b3 · Pion blanc sur case blanche d3 · Pion blanc sur case blanche f3 · Pion blanc sur case blanche c2 · Pion blanc sur case blanche g2 · Tour blanche sur case noire a1 · Fou blanc sur case noire c1 · Roi blanc sur case noire e1 · Tour blanche sur case blanche h1 | Fou noir sur case blanche c8 · Roi noir sur case noire f8 · Tour noire sur case noire h8 · Pion noir sur case blanche b7 · Cavalier noir sur case blanche d7 · Pion noir sur case blanche a6 · Pion noir sur case blanche e6 · Pion noir sur case blanche g6 · Pion blanc sur case blanche b3 · Pion blanc sur case blanche d3 · Pion blanc sur case blanche f3 · Pion blanc sur case blanche c2 · Pion blanc sur case blanche g2 · Tour blanche sur case noire a1 · Fou blanc sur case noire c1 · Roi blanc sur case noire e1 · Tour blanche sur case blanche h1 | Fou noir sur case blanche c8 · Roi noir sur case noire f8 · Tour noire sur case noire h8 · Pion noir sur case blanche b7 · Cavalier noir sur case blanche d7 · Pion noir sur case blanche a6 · Pion noir sur case blanche e6 · Pion noir sur case blanche g6 · Pion blanc sur case blanche b3 · Pion blanc sur case blanche d3 · Pion blanc sur case blanche f3 · Pion blanc sur case blanche c2 · Pion blanc sur case blanche g2 · Tour blanche sur case noire a1 · Fou blanc sur case noire c1 · Roi blanc sur case noire e1 · Tour blanche sur case blanche h1 | Fou noir sur case blanche c8 · Roi noir sur case noire f8 · Tour noire sur case noire h8 · Pion noir sur case blanche b7 · Cavalier noir sur case blanche d7 · Pion noir sur case blanche a6 · Pion noir sur case blanche e6 · Pion noir sur case blanche g6 · Pion blanc sur case blanche b3 · Pion blanc sur case blanche d3 · Pion blanc sur case blanche f3 · Pion blanc sur case blanche c2 · Pion blanc sur case blanche g2 · Tour blanche sur case noire a1 · Fou blanc sur case noire c1 · Roi blanc sur case noire e1 · Tour blanche sur case blanche h1 | 6 |
| 5 | Fou noir sur case blanche c8 · Roi noir sur case noire f8 · Tour noire sur case noire h8 · Pion noir sur case blanche b7 · Cavalier noir sur case blanche d7 · Pion noir sur case blanche a6 · Pion noir sur case blanche e6 · Pion noir sur case blanche g6 · Pion blanc sur case blanche b3 · Pion blanc sur case blanche d3 · Pion blanc sur case blanche f3 · Pion blanc sur case blanche c2 · Pion blanc sur case blanche g2 · Tour blanche sur case noire a1 · Fou blanc sur case noire c1 · Roi blanc sur case noire e1 · Tour blanche sur case blanche h1 | Fou noir sur case blanche c8 · Roi noir sur case noire f8 · Tour noire sur case noire h8 · Pion noir sur case blanche b7 · Cavalier noir sur case blanche d7 · Pion noir sur case blanche a6 · Pion noir sur case blanche e6 · Pion noir sur case blanche g6 · Pion blanc sur case blanche b3 · Pion blanc sur case blanche d3 · Pion blanc sur case blanche f3 · Pion blanc sur case blanche c2 · Pion blanc sur case blanche g2 · Tour blanche sur case noire a1 · Fou blanc sur case noire c1 · Roi blanc sur case noire e1 · Tour blanche sur case blanche h1 | Fou noir sur case blanche c8 · Roi noir sur case noire f8 · Tour noire sur case noire h8 · Pion noir sur case blanche b7 · Cavalier noir sur case blanche d7 · Pion noir sur case blanche a6 · Pion noir sur case blanche e6 · Pion noir sur case blanche g6 · Pion blanc sur case blanche b3 · Pion blanc sur case blanche d3 · Pion blanc sur case blanche f3 · Pion blanc sur case blanche c2 · Pion blanc sur case blanche g2 · Tour blanche sur case noire a1 · Fou blanc sur case noire c1 · Roi blanc sur case noire e1 · Tour blanche sur case blanche h1 | Fou noir sur case blanche c8 · Roi noir sur case noire f8 · Tour noire sur case noire h8 · Pion noir sur case blanche b7 · Cavalier noir sur case blanche d7 · Pion noir sur case blanche a6 · Pion noir sur case blanche e6 · Pion noir sur case blanche g6 · Pion blanc sur case blanche b3 · Pion blanc sur case blanche d3 · Pion blanc sur case blanche f3 · Pion blanc sur case blanche c2 · Pion blanc sur case blanche g2 · Tour blanche sur case noire a1 · Fou blanc sur case noire c1 · Roi blanc sur case noire e1 · Tour blanche sur case blanche h1 | Fou noir sur case blanche c8 · Roi noir sur case noire f8 · Tour noire sur case noire h8 · Pion noir sur case blanche b7 · Cavalier noir sur case blanche d7 · Pion noir sur case blanche a6 · Pion noir sur case blanche e6 · Pion noir sur case blanche g6 · Pion blanc sur case blanche b3 · Pion blanc sur case blanche d3 · Pion blanc sur case blanche f3 · Pion blanc sur case blanche c2 · Pion blanc sur case blanche g2 · Tour blanche sur case noire a1 · Fou blanc sur case noire c1 · Roi blanc sur case noire e1 · Tour blanche sur case blanche h1 | Fou noir sur case blanche c8 · Roi noir sur case noire f8 · Tour noire sur case noire h8 · Pion noir sur case blanche b7 · Cavalier noir sur case blanche d7 · Pion noir sur case blanche a6 · Pion noir sur case blanche e6 · Pion noir sur case blanche g6 · Pion blanc sur case blanche b3 · Pion blanc sur case blanche d3 · Pion blanc sur case blanche f3 · Pion blanc sur case blanche c2 · Pion blanc sur case blanche g2 · Tour blanche sur case noire a1 · Fou blanc sur case noire c1 · Roi blanc sur case noire e1 · Tour blanche sur case blanche h1 | Fou noir sur case blanche c8 · Roi noir sur case noire f8 · Tour noire sur case noire h8 · Pion noir sur case blanche b7 · Cavalier noir sur case blanche d7 · Pion noir sur case blanche a6 · Pion noir sur case blanche e6 · Pion noir sur case blanche g6 · Pion blanc sur case blanche b3 · Pion blanc sur case blanche d3 · Pion blanc sur case blanche f3 · Pion blanc sur case blanche c2 · Pion blanc sur case blanche g2 · Tour blanche sur case noire a1 · Fou blanc sur case noire c1 · Roi blanc sur case noire e1 · Tour blanche sur case blanche h1 | Fou noir sur case blanche c8 · Roi noir sur case noire f8 · Tour noire sur case noire h8 · Pion noir sur case blanche b7 · Cavalier noir sur case blanche d7 · Pion noir sur case blanche a6 · Pion noir sur case blanche e6 · Pion noir sur case blanche g6 · Pion blanc sur case blanche b3 · Pion blanc sur case blanche d3 · Pion blanc sur case blanche f3 · Pion blanc sur case blanche c2 · Pion blanc sur case blanche g2 · Tour blanche sur case noire a1 · Fou blanc sur case noire c1 · Roi blanc sur case noire e1 · Tour blanche sur case blanche h1 | 5 |
| 4 | Fou noir sur case blanche c8 · Roi noir sur case noire f8 · Tour noire sur case noire h8 · Pion noir sur case blanche b7 · Cavalier noir sur case blanche d7 · Pion noir sur case blanche a6 · Pion noir sur case blanche e6 · Pion noir sur case blanche g6 · Pion blanc sur case blanche b3 · Pion blanc sur case blanche d3 · Pion blanc sur case blanche f3 · Pion blanc sur case blanche c2 · Pion blanc sur case blanche g2 · Tour blanche sur case noire a1 · Fou blanc sur case noire c1 · Roi blanc sur case noire e1 · Tour blanche sur case blanche h1 | Fou noir sur case blanche c8 · Roi noir sur case noire f8 · Tour noire sur case noire h8 · Pion noir sur case blanche b7 · Cavalier noir sur case blanche d7 · Pion noir sur case blanche a6 · Pion noir sur case blanche e6 · Pion noir sur case blanche g6 · Pion blanc sur case blanche b3 · Pion blanc sur case blanche d3 · Pion blanc sur case blanche f3 · Pion blanc sur case blanche c2 · Pion blanc sur case blanche g2 · Tour blanche sur case noire a1 · Fou blanc sur case noire c1 · Roi blanc sur case noire e1 · Tour blanche sur case blanche h1 | Fou noir sur case blanche c8 · Roi noir sur case noire f8 · Tour noire sur case noire h8 · Pion noir sur case blanche b7 · Cavalier noir sur case blanche d7 · Pion noir sur case blanche a6 · Pion noir sur case blanche e6 · Pion noir sur case blanche g6 · Pion blanc sur case blanche b3 · Pion blanc sur case blanche d3 · Pion blanc sur case blanche f3 · Pion blanc sur case blanche c2 · Pion blanc sur case blanche g2 · Tour blanche sur case noire a1 · Fou blanc sur case noire c1 · Roi blanc sur case noire e1 · Tour blanche sur case blanche h1 | Fou noir sur case blanche c8 · Roi noir sur case noire f8 · Tour noire sur case noire h8 · Pion noir sur case blanche b7 · Cavalier noir sur case blanche d7 · Pion noir sur case blanche a6 · Pion noir sur case blanche e6 · Pion noir sur case blanche g6 · Pion blanc sur case blanche b3 · Pion blanc sur case blanche d3 · Pion blanc sur case blanche f3 · Pion blanc sur case blanche c2 · Pion blanc sur case blanche g2 · Tour blanche sur case noire a1 · Fou blanc sur case noire c1 · Roi blanc sur case noire e1 · Tour blanche sur case blanche h1 | Fou noir sur case blanche c8 · Roi noir sur case noire f8 · Tour noire sur case noire h8 · Pion noir sur case blanche b7 · Cavalier noir sur case blanche d7 · Pion noir sur case blanche a6 · Pion noir sur case blanche e6 · Pion noir sur case blanche g6 · Pion blanc sur case blanche b3 · Pion blanc sur case blanche d3 · Pion blanc sur case blanche f3 · Pion blanc sur case blanche c2 · Pion blanc sur case blanche g2 · Tour blanche sur case noire a1 · Fou blanc sur case noire c1 · Roi blanc sur case noire e1 · Tour blanche sur case blanche h1 | Fou noir sur case blanche c8 · Roi noir sur case noire f8 · Tour noire sur case noire h8 · Pion noir sur case blanche b7 · Cavalier noir sur case blanche d7 · Pion noir sur case blanche a6 · Pion noir sur case blanche e6 · Pion noir sur case blanche g6 · Pion blanc sur case blanche b3 · Pion blanc sur case blanche d3 · Pion blanc sur case blanche f3 · Pion blanc sur case blanche c2 · Pion blanc sur case blanche g2 · Tour blanche sur case noire a1 · Fou blanc sur case noire c1 · Roi blanc sur case noire e1 · Tour blanche sur case blanche h1 | Fou noir sur case blanche c8 · Roi noir sur case noire f8 · Tour noire sur case noire h8 · Pion noir sur case blanche b7 · Cavalier noir sur case blanche d7 · Pion noir sur case blanche a6 · Pion noir sur case blanche e6 · Pion noir sur case blanche g6 · Pion blanc sur case blanche b3 · Pion blanc sur case blanche d3 · Pion blanc sur case blanche f3 · Pion blanc sur case blanche c2 · Pion blanc sur case blanche g2 · Tour blanche sur case noire a1 · Fou blanc sur case noire c1 · Roi blanc sur case noire e1 · Tour blanche sur case blanche h1 | Fou noir sur case blanche c8 · Roi noir sur case noire f8 · Tour noire sur case noire h8 · Pion noir sur case blanche b7 · Cavalier noir sur case blanche d7 · Pion noir sur case blanche a6 · Pion noir sur case blanche e6 · Pion noir sur case blanche g6 · Pion blanc sur case blanche b3 · Pion blanc sur case blanche d3 · Pion blanc sur case blanche f3 · Pion blanc sur case blanche c2 · Pion blanc sur case blanche g2 · Tour blanche sur case noire a1 · Fou blanc sur case noire c1 · Roi blanc sur case noire e1 · Tour blanche sur case blanche h1 | 4 |
| 3 | Fou noir sur case blanche c8 · Roi noir sur case noire f8 · Tour noire sur case noire h8 · Pion noir sur case blanche b7 · Cavalier noir sur case blanche d7 · Pion noir sur case blanche a6 · Pion noir sur case blanche e6 · Pion noir sur case blanche g6 · Pion blanc sur case blanche b3 · Pion blanc sur case blanche d3 · Pion blanc sur case blanche f3 · Pion blanc sur case blanche c2 · Pion blanc sur case blanche g2 · Tour blanche sur case noire a1 · Fou blanc sur case noire c1 · Roi blanc sur case noire e1 · Tour blanche sur case blanche h1 | Fou noir sur case blanche c8 · Roi noir sur case noire f8 · Tour noire sur case noire h8 · Pion noir sur case blanche b7 · Cavalier noir sur case blanche d7 · Pion noir sur case blanche a6 · Pion noir sur case blanche e6 · Pion noir sur case blanche g6 · Pion blanc sur case blanche b3 · Pion blanc sur case blanche d3 · Pion blanc sur case blanche f3 · Pion blanc sur case blanche c2 · Pion blanc sur case blanche g2 · Tour blanche sur case noire a1 · Fou blanc sur case noire c1 · Roi blanc sur case noire e1 · Tour blanche sur case blanche h1 | Fou noir sur case blanche c8 · Roi noir sur case noire f8 · Tour noire sur case noire h8 · Pion noir sur case blanche b7 · Cavalier noir sur case blanche d7 · Pion noir sur case blanche a6 · Pion noir sur case blanche e6 · Pion noir sur case blanche g6 · Pion blanc sur case blanche b3 · Pion blanc sur case blanche d3 · Pion blanc sur case blanche f3 · Pion blanc sur case blanche c2 · Pion blanc sur case blanche g2 · Tour blanche sur case noire a1 · Fou blanc sur case noire c1 · Roi blanc sur case noire e1 · Tour blanche sur case blanche h1 | Fou noir sur case blanche c8 · Roi noir sur case noire f8 · Tour noire sur case noire h8 · Pion noir sur case blanche b7 · Cavalier noir sur case blanche d7 · Pion noir sur case blanche a6 · Pion noir sur case blanche e6 · Pion noir sur case blanche g6 · Pion blanc sur case blanche b3 · Pion blanc sur case blanche d3 · Pion blanc sur case blanche f3 · Pion blanc sur case blanche c2 · Pion blanc sur case blanche g2 · Tour blanche sur case noire a1 · Fou blanc sur case noire c1 · Roi blanc sur case noire e1 · Tour blanche sur case blanche h1 | Fou noir sur case blanche c8 · Roi noir sur case noire f8 · Tour noire sur case noire h8 · Pion noir sur case blanche b7 · Cavalier noir sur case blanche d7 · Pion noir sur case blanche a6 · Pion noir sur case blanche e6 · Pion noir sur case blanche g6 · Pion blanc sur case blanche b3 · Pion blanc sur case blanche d3 · Pion blanc sur case blanche f3 · Pion blanc sur case blanche c2 · Pion blanc sur case blanche g2 · Tour blanche sur case noire a1 · Fou blanc sur case noire c1 · Roi blanc sur case noire e1 · Tour blanche sur case blanche h1 | Fou noir sur case blanche c8 · Roi noir sur case noire f8 · Tour noire sur case noire h8 · Pion noir sur case blanche b7 · Cavalier noir sur case blanche d7 · Pion noir sur case blanche a6 · Pion noir sur case blanche e6 · Pion noir sur case blanche g6 · Pion blanc sur case blanche b3 · Pion blanc sur case blanche d3 · Pion blanc sur case blanche f3 · Pion blanc sur case blanche c2 · Pion blanc sur case blanche g2 · Tour blanche sur case noire a1 · Fou blanc sur case noire c1 · Roi blanc sur case noire e1 · Tour blanche sur case blanche h1 | Fou noir sur case blanche c8 · Roi noir sur case noire f8 · Tour noire sur case noire h8 · Pion noir sur case blanche b7 · Cavalier noir sur case blanche d7 · Pion noir sur case blanche a6 · Pion noir sur case blanche e6 · Pion noir sur case blanche g6 · Pion blanc sur case blanche b3 · Pion blanc sur case blanche d3 · Pion blanc sur case blanche f3 · Pion blanc sur case blanche c2 · Pion blanc sur case blanche g2 · Tour blanche sur case noire a1 · Fou blanc sur case noire c1 · Roi blanc sur case noire e1 · Tour blanche sur case blanche h1 | Fou noir sur case blanche c8 · Roi noir sur case noire f8 · Tour noire sur case noire h8 · Pion noir sur case blanche b7 · Cavalier noir sur case blanche d7 · Pion noir sur case blanche a6 · Pion noir sur case blanche e6 · Pion noir sur case blanche g6 · Pion blanc sur case blanche b3 · Pion blanc sur case blanche d3 · Pion blanc sur case blanche f3 · Pion blanc sur case blanche c2 · Pion blanc sur case blanche g2 · Tour blanche sur case noire a1 · Fou blanc sur case noire c1 · Roi blanc sur case noire e1 · Tour blanche sur case blanche h1 | 3 |
| 2 | Fou noir sur case blanche c8 · Roi noir sur case noire f8 · Tour noire sur case noire h8 · Pion noir sur case blanche b7 · Cavalier noir sur case blanche d7 · Pion noir sur case blanche a6 · Pion noir sur case blanche e6 · Pion noir sur case blanche g6 · Pion blanc sur case blanche b3 · Pion blanc sur case blanche d3 · Pion blanc sur case blanche f3 · Pion blanc sur case blanche c2 · Pion blanc sur case blanche g2 · Tour blanche sur case noire a1 · Fou blanc sur case noire c1 · Roi blanc sur case noire e1 · Tour blanche sur case blanche h1 | Fou noir sur case blanche c8 · Roi noir sur case noire f8 · Tour noire sur case noire h8 · Pion noir sur case blanche b7 · Cavalier noir sur case blanche d7 · Pion noir sur case blanche a6 · Pion noir sur case blanche e6 · Pion noir sur case blanche g6 · Pion blanc sur case blanche b3 · Pion blanc sur case blanche d3 · Pion blanc sur case blanche f3 · Pion blanc sur case blanche c2 · Pion blanc sur case blanche g2 · Tour blanche sur case noire a1 · Fou blanc sur case noire c1 · Roi blanc sur case noire e1 · Tour blanche sur case blanche h1 | Fou noir sur case blanche c8 · Roi noir sur case noire f8 · Tour noire sur case noire h8 · Pion noir sur case blanche b7 · Cavalier noir sur case blanche d7 · Pion noir sur case blanche a6 · Pion noir sur case blanche e6 · Pion noir sur case blanche g6 · Pion blanc sur case blanche b3 · Pion blanc sur case blanche d3 · Pion blanc sur case blanche f3 · Pion blanc sur case blanche c2 · Pion blanc sur case blanche g2 · Tour blanche sur case noire a1 · Fou blanc sur case noire c1 · Roi blanc sur case noire e1 · Tour blanche sur case blanche h1 | Fou noir sur case blanche c8 · Roi noir sur case noire f8 · Tour noire sur case noire h8 · Pion noir sur case blanche b7 · Cavalier noir sur case blanche d7 · Pion noir sur case blanche a6 · Pion noir sur case blanche e6 · Pion noir sur case blanche g6 · Pion blanc sur case blanche b3 · Pion blanc sur case blanche d3 · Pion blanc sur case blanche f3 · Pion blanc sur case blanche c2 · Pion blanc sur case blanche g2 · Tour blanche sur case noire a1 · Fou blanc sur case noire c1 · Roi blanc sur case noire e1 · Tour blanche sur case blanche h1 | Fou noir sur case blanche c8 · Roi noir sur case noire f8 · Tour noire sur case noire h8 · Pion noir sur case blanche b7 · Cavalier noir sur case blanche d7 · Pion noir sur case blanche a6 · Pion noir sur case blanche e6 · Pion noir sur case blanche g6 · Pion blanc sur case blanche b3 · Pion blanc sur case blanche d3 · Pion blanc sur case blanche f3 · Pion blanc sur case blanche c2 · Pion blanc sur case blanche g2 · Tour blanche sur case noire a1 · Fou blanc sur case noire c1 · Roi blanc sur case noire e1 · Tour blanche sur case blanche h1 | Fou noir sur case blanche c8 · Roi noir sur case noire f8 · Tour noire sur case noire h8 · Pion noir sur case blanche b7 · Cavalier noir sur case blanche d7 · Pion noir sur case blanche a6 · Pion noir sur case blanche e6 · Pion noir sur case blanche g6 · Pion blanc sur case blanche b3 · Pion blanc sur case blanche d3 · Pion blanc sur case blanche f3 · Pion blanc sur case blanche c2 · Pion blanc sur case blanche g2 · Tour blanche sur case noire a1 · Fou blanc sur case noire c1 · Roi blanc sur case noire e1 · Tour blanche sur case blanche h1 | Fou noir sur case blanche c8 · Roi noir sur case noire f8 · Tour noire sur case noire h8 · Pion noir sur case blanche b7 · Cavalier noir sur case blanche d7 · Pion noir sur case blanche a6 · Pion noir sur case blanche e6 · Pion noir sur case blanche g6 · Pion blanc sur case blanche b3 · Pion blanc sur case blanche d3 · Pion blanc sur case blanche f3 · Pion blanc sur case blanche c2 · Pion blanc sur case blanche g2 · Tour blanche sur case noire a1 · Fou blanc sur case noire c1 · Roi blanc sur case noire e1 · Tour blanche sur case blanche h1 | Fou noir sur case blanche c8 · Roi noir sur case noire f8 · Tour noire sur case noire h8 · Pion noir sur case blanche b7 · Cavalier noir sur case blanche d7 · Pion noir sur case blanche a6 · Pion noir sur case blanche e6 · Pion noir sur case blanche g6 · Pion blanc sur case blanche b3 · Pion blanc sur case blanche d3 · Pion blanc sur case blanche f3 · Pion blanc sur case blanche c2 · Pion blanc sur case blanche g2 · Tour blanche sur case noire a1 · Fou blanc sur case noire c1 · Roi blanc sur case noire e1 · Tour blanche sur case blanche h1 | 2 |
| 1 | Fou noir sur case blanche c8 · Roi noir sur case noire f8 · Tour noire sur case noire h8 · Pion noir sur case blanche b7 · Cavalier noir sur case blanche d7 · Pion noir sur case blanche a6 · Pion noir sur case blanche e6 · Pion noir sur case blanche g6 · Pion blanc sur case blanche b3 · Pion blanc sur case blanche d3 · Pion blanc sur case blanche f3 · Pion blanc sur case blanche c2 · Pion blanc sur case blanche g2 · Tour blanche sur case noire a1 · Fou blanc sur case noire c1 · Roi blanc sur case noire e1 · Tour blanche sur case blanche h1 | Fou noir sur case blanche c8 · Roi noir sur case noire f8 · Tour noire sur case noire h8 · Pion noir sur case blanche b7 · Cavalier noir sur case blanche d7 · Pion noir sur case blanche a6 · Pion noir sur case blanche e6 · Pion noir sur case blanche g6 · Pion blanc sur case blanche b3 · Pion blanc sur case blanche d3 · Pion blanc sur case blanche f3 · Pion blanc sur case blanche c2 · Pion blanc sur case blanche g2 · Tour blanche sur case noire a1 · Fou blanc sur case noire c1 · Roi blanc sur case noire e1 · Tour blanche sur case blanche h1 | Fou noir sur case blanche c8 · Roi noir sur case noire f8 · Tour noire sur case noire h8 · Pion noir sur case blanche b7 · Cavalier noir sur case blanche d7 · Pion noir sur case blanche a6 · Pion noir sur case blanche e6 · Pion noir sur case blanche g6 · Pion blanc sur case blanche b3 · Pion blanc sur case blanche d3 · Pion blanc sur case blanche f3 · Pion blanc sur case blanche c2 · Pion blanc sur case blanche g2 · Tour blanche sur case noire a1 · Fou blanc sur case noire c1 · Roi blanc sur case noire e1 · Tour blanche sur case blanche h1 | Fou noir sur case blanche c8 · Roi noir sur case noire f8 · Tour noire sur case noire h8 · Pion noir sur case blanche b7 · Cavalier noir sur case blanche d7 · Pion noir sur case blanche a6 · Pion noir sur case blanche e6 · Pion noir sur case blanche g6 · Pion blanc sur case blanche b3 · Pion blanc sur case blanche d3 · Pion blanc sur case blanche f3 · Pion blanc sur case blanche c2 · Pion blanc sur case blanche g2 · Tour blanche sur case noire a1 · Fou blanc sur case noire c1 · Roi blanc sur case noire e1 · Tour blanche sur case blanche h1 | Fou noir sur case blanche c8 · Roi noir sur case noire f8 · Tour noire sur case noire h8 · Pion noir sur case blanche b7 · Cavalier noir sur case blanche d7 · Pion noir sur case blanche a6 · Pion noir sur case blanche e6 · Pion noir sur case blanche g6 · Pion blanc sur case blanche b3 · Pion blanc sur case blanche d3 · Pion blanc sur case blanche f3 · Pion blanc sur case blanche c2 · Pion blanc sur case blanche g2 · Tour blanche sur case noire a1 · Fou blanc sur case noire c1 · Roi blanc sur case noire e1 · Tour blanche sur case blanche h1 | Fou noir sur case blanche c8 · Roi noir sur case noire f8 · Tour noire sur case noire h8 · Pion noir sur case blanche b7 · Cavalier noir sur case blanche d7 · Pion noir sur case blanche a6 · Pion noir sur case blanche e6 · Pion noir sur case blanche g6 · Pion blanc sur case blanche b3 · Pion blanc sur case blanche d3 · Pion blanc sur case blanche f3 · Pion blanc sur case blanche c2 · Pion blanc sur case blanche g2 · Tour blanche sur case noire a1 · Fou blanc sur case noire c1 · Roi blanc sur case noire e1 · Tour blanche sur case blanche h1 | Fou noir sur case blanche c8 · Roi noir sur case noire f8 · Tour noire sur case noire h8 · Pion noir sur case blanche b7 · Cavalier noir sur case blanche d7 · Pion noir sur case blanche a6 · Pion noir sur case blanche e6 · Pion noir sur case blanche g6 · Pion blanc sur case blanche b3 · Pion blanc sur case blanche d3 · Pion blanc sur case blanche f3 · Pion blanc sur case blanche c2 · Pion blanc sur case blanche g2 · Tour blanche sur case noire a1 · Fou blanc sur case noire c1 · Roi blanc sur case noire e1 · Tour blanche sur case blanche h1 | Fou noir sur case blanche c8 · Roi noir sur case noire f8 · Tour noire sur case noire h8 · Pion noir sur case blanche b7 · Cavalier noir sur case blanche d7 · Pion noir sur case blanche a6 · Pion noir sur case blanche e6 · Pion noir sur case blanche g6 · Pion blanc sur case blanche b3 · Pion blanc sur case blanche d3 · Pion blanc sur case blanche f3 · Pion blanc sur case blanche c2 · Pion blanc sur case blanche g2 · Tour blanche sur case noire a1 · Fou blanc sur case noire c1 · Roi blanc sur case noire e1 · Tour blanche sur case blanche h1 | 1 |
|   | a | b | c | d | e | f | g | h |   |

À la Renaissance, le jardin de l'amour offre une atmosphère festive de partie de campagne avec des rituels et des jeux particuliers. Le jardin évoque à cette époque la dualité de l'homme partagé entre le spirituel et le charnel. Conformément à l'esprit panthéiste de l'époque, on y trouve en abondance des animaux, des plantes et des fleurs pour symboliser l'harmonie universelle et la fertilité de la nature. Dans l'iconographie, ce thème se retrouve aux xive et xve siècles dans la décoration des coffrets de mariage, les cassones, sur le dos des lits, sur les plateaux de naissance, dans les intérieurs de châteaux, sur les tapisseries, dans la peinture de chevalets. Des images développées sur ce thème se retrouvent dans des tableaux tels que Le Printemps de Sandro Botticelli ou Fête au village de Giorgione.
Le Jardin de l'amour de Maître E. S. est délimité à gauche par une balustrade en bois. Au premier plan, est représenté un espace rocheux et étroit. Le sol du centre du jardin est recouvert d'herbes et de fleurs. Une jeune fille a la tête ornée d'un ruban autour du front avec trois plumes à l'avant. Sur sa ceinture est attaché un petit sac à main. Elle va opérer un mouvement de la main gauche, sa main droite se tenant à la table. Un jeune homme aux cheveux bouclés tient une pièce du jeu dans sa main droite, la main gauche se tenant à la table. À gauche, au fond, un deuxième jeune homme porte un chapeau de fantaisie, un poignard entre les jambes. La jeune fille à ses côtés est vêtue de vêtements sans ceinture, ses cheveux sont soigneusement coiffés de manière raffinée. Elle tient de la main gauche une couronne de fleurs et regarde attentivement une des fleurs qu'elle y a enlevées. À droite, au premier plan, se tient un troisième couple. La femme est habillée d'une robe avec traîne et porte sur la tête un hennin. Elle lit une lettre. Le bouffon l'étreint avec sa main droite sous la taille. Sa main gauche est posée sur ses reins. Derrière ce couple se trouve un arbre dans lequel se tient un oiseau de proie. Derrière le couple qui se trouve au centre se trouve un deuxième arbre, un pommier, sur le tronc duquel se trouve un autre oiseau de proie. À gauche sur la clôture en bois est perchée une chouette et à l'extrême gauche, dans le ciel une oiseau vole vers le jardin.
Plusieurs interprétations de cette gravure de Maître E. S. ont été présentées :
I. Selon Keith Moxey, dans son article Master E. S. and the Folly of Love, l'auteur de la gravure introduit dans le Jardin d'amour les attributs du plaisir charnel : avec la symbolique des oiseaux de proie (Strigiformes), le chapeau garni de plumes, l'épée entre les fesses qui symbolise le sexe de l'homme. Ce jardin est en fait le jardin de la convoitise, du désir. L'amour noble s'avère, à plus ample examen, la seule recherche du plaisir physique. Cette interprétation se place selon l'auteur de l'article dans le cadre de la démystification des idéaux courtois et chevaleresques traditionnels.
II. Selon l'opinion de M. Sokolov, ces scènes sont loin d'être édifiantes, et la figure du bouffon se présente comme celle d'un précepteur de la vie dans la lignée des idées humanistes sur l'éloge de la folie. La sensualité et l'intelligence composent des contrastes : 

« … ces contrastes se présentent comme une éternelle symbiose pensée-sensualité, exprimant une harmonie, à la fois évidente et incroyable. »

## Positions aux échecs représentées sur la gravure
L'échiquier représenté sur la gravure est monochrome. Il n'y a pas de séparation entre cases noires et blanches. Le jeune homme joue avec les pièces noires, et la jeune fille avec les blanches. La jeune fille prend entre ses doigts la tour en h8 pour lui faire effectuer un mouvement.
Les positions des pièces sur le tableau a été reconstituée dans le livre Mit Glück und Verstand. Katalogbuch zur Ausstellung im Museum Schloß Rheydt. Zur Kunst- und Kulturgeschichte der Brett- und Kartenspiele. 15. bis 17. Jahrhundert, hgg. von Christiane ZANGS und Hans HOLLÄNDER. Aachen 1994.

## Galerie: Jardin de l'amour dans la gravure du Maître E. S.

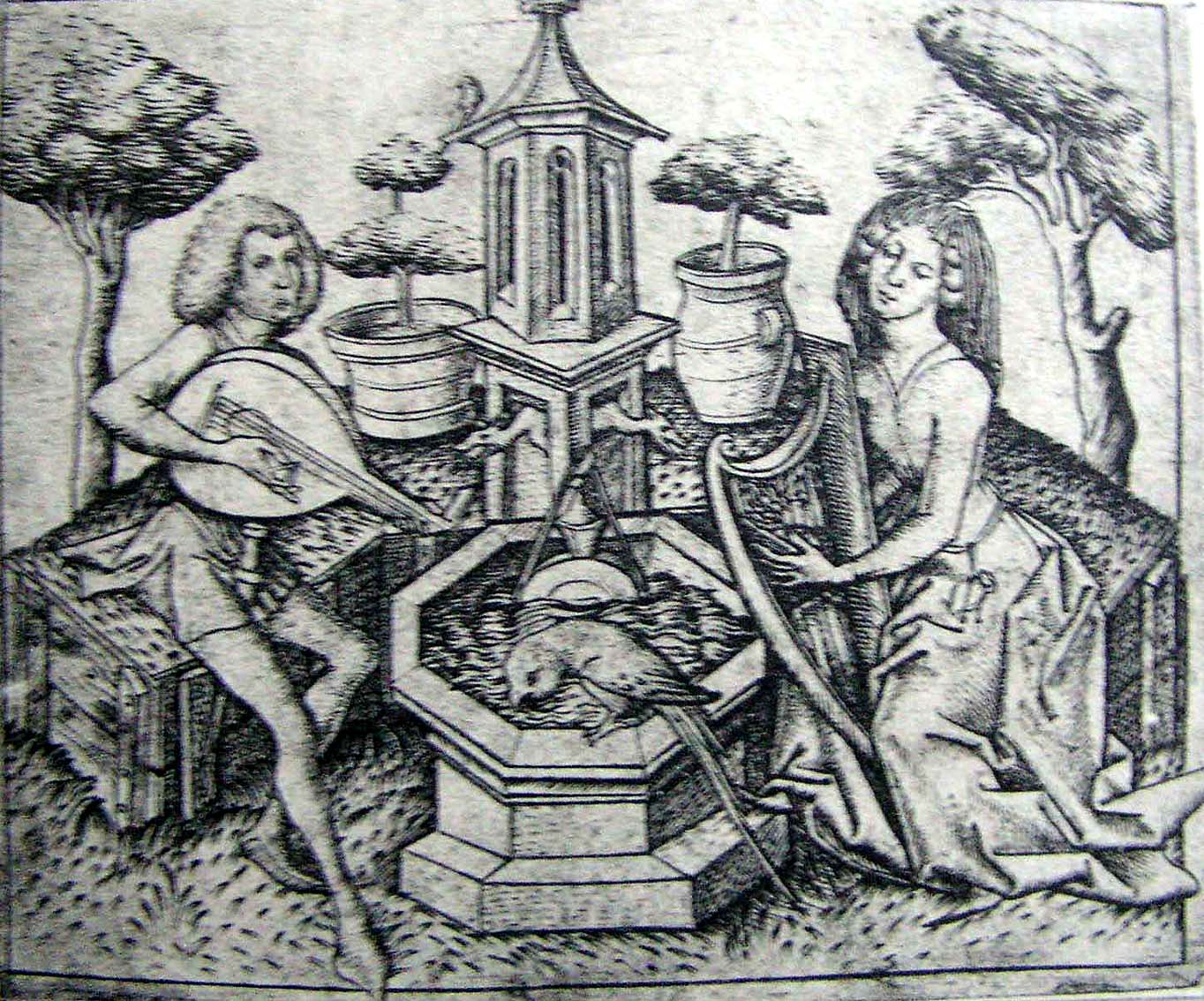
Maître E. S., Couple jouant de la musique à la fontaine. L. 203, 1460-1465
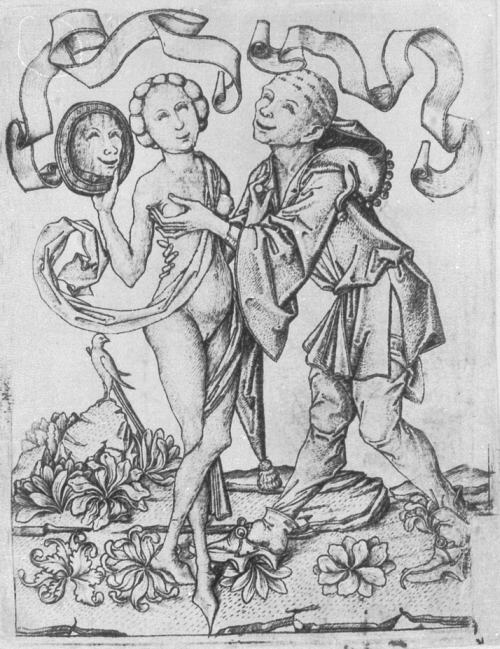
Maître E. S., Bouffon et femme nue au miroir. L. 213
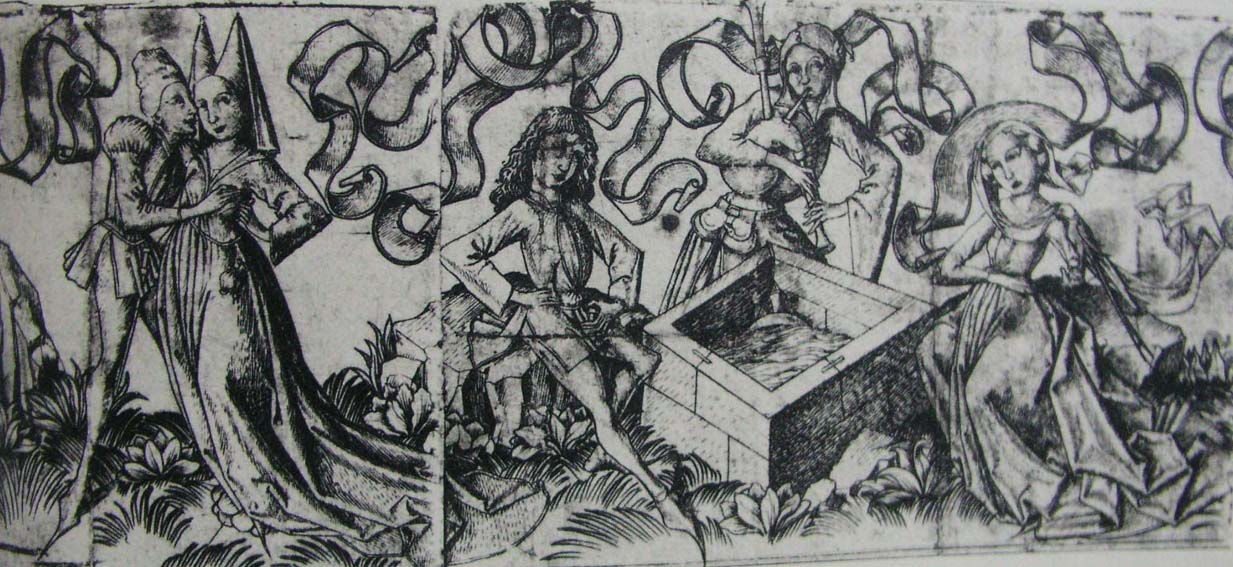
Maître E. S., Deux couples dans le jardin de l'amour. L. 207, 1460-1465
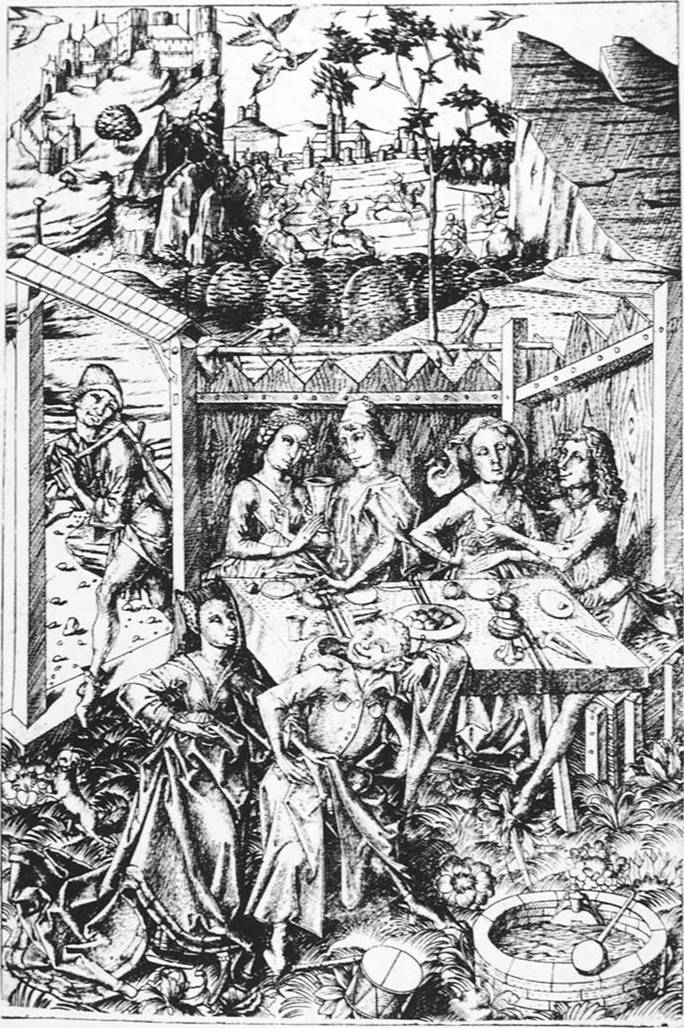
Maître E. S., Fête dans le Jardin de l'amour ou Grand jardin de l'amour. L. 215, 1465
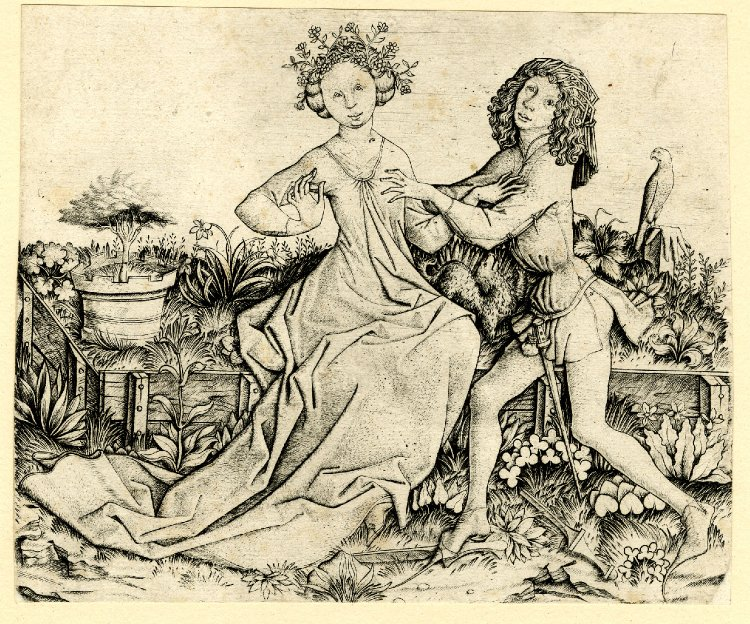
Maître E. S., Amoureux sur un banc dans le jardin